# Cleora pupillata
Cleora pupillata là một loài bướm đêm trong họ Geometridae.